# Rostélysisak
Névváltozatok: rostélyos sisak (Gudenus I. 480.), rácsos nyílt sisak (Nagy Iván III. 60.), nyitott sisak (Nagy Iván
I. 285.)
de: Schembarthelm, Rosthelm

Rövidítések:

A rostélysisak a pántos sisak változata volt. A lovagi tornákon is viselték.
Rangjelölő szerepe is volt.
Olyan felfogás is kialakult, hogy a pántos sisak, illetve változata, a rostélysisak csak a tornaképes nemességet illeti
meg.
Egyes heraldikusok nem tartják heraldikai sisaknak, mert főként a 18. századi ábrázolásokon fordul elő. Általában
ornamentális díszítésű, gyakran láthatók rajta oroszlánfejek és más korabeli divatos motívumok. Gyakran előforduló Nagy
Iván családtörténeti művének illusztrációin.